# Protestas en Perú de diciembre de 2022
Las protestas en Perú de diciembre de 2022  fueron una ola de movilizaciones a nivel nacional realizadas entre el 7 y el 25 de diciembre de 2022. Estas fueron convocadas por diversas organizaciones sociales —principalmente sindicales, indígenas, estudiantiles, campesinas— de izquierda tras el intento de autogolpe y posterior destitución y arresto de Pedro Castillo por haber anunciado la disolución del Congreso, la intervención del aparato estatal, la instauración de un «gobierno de emergencia» y la convocatoria a una asamblea para la elaboración de una nueva constitución política en reemplazo de la constitución de 1993. Esta ola concluyó con la liberación de las rutas principales del país además de acordarse una tregua temporal hasta el 4 de enero de 2023, fecha fijada tras una reunión de la Asamblea de la Macrorregión Sur en Arequipa.
Entre los principales reclamos de los manifestantes está la renuncia de la presidenta Dina Boluarte, la disolución del congreso, la instalación de una asamblea constituyente y la convocatoria inmediata a nuevas elecciones presidenciales y legislativas; aunque ciertas agrupaciones afines al expresidente Castillo piden su liberación, detenido tras el intento de autogolpe. Es así que gran parte de los manifestantes y organizaciones sociales participantes se han declarado en insurgencia —término reconocido por la constitución de 1993 para casos de usurpación política— tras la asunción de Boluarte a la presidencia, a quien califican como «golpista» y «usurpadora». Para los manifestantes, el golpe de Estado fue dado por el congreso para instaurar una «dictadura cívico-militar» al mando de Boluarte, afirmaciones que han sido calificadas como falsas. Además, se mostró rechazo hacia congresistas por permitir la moción de vacancia hacia Castillo.
Las manifestaciones tuvieron su punto de partida en la tercera «Toma de Lima» (en el sentido cronológico, para no confundir con la realizada a mediados del año siguiente), convocada por la Asamblea Nacional de los Pueblos (ANP) para el 7 de diciembre, fecha donde se debatiría la moción de vacancia. Luego, se expandieron a nivel nacional. Con el pasar de los días, la intensidad de las manifestaciones aumentaron, registrándose enfrentamientos entre la fuerza pública y los manifestantes, lo que motivó que el gobierno declarara estado de emergencia, mediante el cual son suspendidas las garantías constitucionales, inicialmente en las zonas con mayores enfrentamientos, aunque luego se extendió a nivel nacional. La primera declaratoria de emergencia se dio el 12 de diciembre, tras los incidentes en Apurímac (donde se reportó los primeros fallecidos), expandiéndose a nivel nacional el 14 de diciembre. La Red Vial Nacional fue declarada en estado de emergencia (seguido de la suspensión parcial de servicios de la Panamericana Sur y otras carreteras).
Durante las protestas se han reportado, por parte de los manifestantes, ataques a la propiedad privada y pública (sedes judiciales, comisarías, etc.), intentos de toma de aeropuertos y bloqueo de vías para inducir el desabastecimiento en Lima. Por el otro lado, se ha denunciado el uso desproporcionado de la fuerza por parte de las fuerzas del orden, a la par que racismo y discriminación.

## Antecedentes
Pedro Castillo fue elegido por Vladimir Cerrón como candidato para el partido Perú Libre al bautizarlo en octubre de 2020 como un candidato «netamente de la esfera popular, [y no uno] que responde a los grandes empresarios». Señaló en una entrevista para la agencia Andina el 18 de abril de 2021, durante la campaña para elecciones generales:

No estamos de acuerdo en caminar en una campaña con ataques, con golpes bajos y por nuestra parte no la tendrán. [...] Seremos respetuosos de esta Constitución Política (de 1993) hasta que el pueblo lo decida a través de un referéndum, hasta que el pueblo emane su voluntad, para que lo que venga del pueblo, con un gobierno del pueblo, trabaje para el pueblo.

Castillo se ganó el mayor apoyo en la zona andina del país, que agrupa principalmente a los departamentos de Apurímac, Huancavelica, Ayacucho, Apurímac, Cusco y Puno; en que el departamento de Cuzco recibió un notable 83 % en la segunda vuelta de los comicios. En el caso de Ayacucho, la localidad de Chuschi, donde había surgido el conflicto armado interno, tuvo el respaldo mayoritario con un 90.4 % de votos. Según el periodista Michael Reid, se notó que al menos la población de la zona andina y sur «se ha sentido olvidada y desatendida, por lo que se identifica con Castillo y ve en él a una víctima de "Lima y la élite blanca"». También fue muy bien recibido con los pueblos indígenas con el 90 % de los votos.
Entre sus motivos está en respaldar la promesa del futuro mandatario para combatir a la pobreza frente a la corrupción que atraviesa el país y la presencia del sector empresarial transnacional. Dina Boluarte, que asumió como vicepresidenta, dijo para el diario Gestión que no «suscribirá ninguna hoja de ruta para cambiar» sus propuestas como cerrar el Tribunal Constitucional  y convocar una asamblea constituyente para elaborar una nueva Constitución.
El día 5 de diciembre de 2022 se convocó una nueva marcha llamada «Toma de Lima», originalmente un encuentro en la Plaza Bolognesi con el objetivo de cerrar el congreso y manifestar su apoyo a Pedro Castillo, de la misma forma que se convocó el mes de noviembre de ese año luego que el entonces jefe de gabinete Aníbal Torres invitase a los simpatizantes para «arrodillar a los golpistas», una referencia hacia los opositores a su régimen. Esta marcha fue organizada por la Asamblea Nacional de los Pueblos (ANP), organización afiliada al oficialismo, cuya reunión en noviembre de ese año se televisó. El Frente Agrario y Rural del Perú (FARP) confirmó su colaboración en la marcha convocada. Los manifestantes concordaron la disolución del congreso de la república, una nueva constitución por medio de una la asamblea constituyente, el rechazo a la entonces vicepresidenta Dina Boluarte y el apoyo al entonces presidente Pedro Castillo, cuyos objetivos se concretaron con las medidas populistas dictadas por el entonces presidente en su mensaje a la Nación el 7 de diciembre. Tras el mensaje a la nación, se denunció que el ministro del Interior, Willy Huerta, ordenó abrir las puertas del congreso, que se encontraban cerradas, para que los manifestantes convocados tomen por asalto el Palacio Legislativo. Sin embargo, debido al fracaso del intento de autogolpe y la posterior vacancia por el congreso de la República, las manifestaciones aumentaron. Tanto el congreso como la asunción de la nueva presidente recibe una notable desaprobación en la zona del sur del país según el Instituto de Estudios Peruanos.

### Justificación de las protestas
Para los seguidores de Castillo, que también comparten la posición del Grupo de Puebla en agosto de 2021, sustentan que fue el congreso quien hizo un golpe de Estado blando al presidente debido a su coalición opositora afín a la derecha política (aunque antes del autogolpe de Castillo la oposición no tenía los votos suficientes para proceder con la vacancia, incluso el periodista Juan Carlos Tafur evidenció que el «principal riesgo golpista en el Perú no provenía de la oposición derechista, sino del propio gobierno»). Además, consideran a Dina Boluarte de «traidora», «dictadora» y «usurpadora» tras su posterior asunción como nueva presidenta de la república, basándose en la promesa de la entonces vicepresidenta: «Si al presidente lo vacan yo me voy con el presidente». Dichas denuncias sobre Boluarte y la denominada «derecha golpista» fueron afirmadas en una carta del destituido mandatario el 12 de diciembre de ese año desde la prisión, carta donde también reafirmaba su cargo de presidente y proclamaba su liberación y la convocatoria a una asamblea constituyente de carácter inmediato. De esta forma, los simpatizantes del expresidente animaron la pronta liberación de Castillo y un adelanto de elecciones.
Sobre el adelanto de elecciones, se requiere de una serie de procedimientos establecidos por la Ley Orgánica de Elecciones incluso si la presidenta y el congreso renuncian prematuramente, lo que hace inviable realizar comisiones electorales en corto plazo. Mientras que en un eventual procedimiento de asamblea constituyente, ampliamente solicitada incluso por no simpatizantes de Castillo de la zona andina según El Salto,  ha sido rechazado por el Tribunal Constitucional al interpretar la Ley 31399 que concede como alternativa a la crisis; según el ente, solo puede realizarse contra el estado de Derecho.

### Participación de etnocaceristas
Otro de los causantes de la rápida propagación de las protestas fue el político etnocacerista Antauro Humala, que luego de estar preso 17 años salió en libertad el 20 de agosto de 2022. Activo opositor de la derecha política, según El Comercio, su partido político estuvo supuestamente aliado de Perú Libre. En septiembre, Antauro y sus partidarios viajaron y realizaron un mitin multitudinario en la ciudad de Andahuaylas, posteriormente recorrió otros lugares del departamento de Apurímac y de las regiones de Ayacucho, Cuzco, Junín, Puno y La Libertad. En cada discurso, convocó a la población peruana a «cerrar el congreso en marzo de 2023».

### Papel de los medios de comunicación
Los medios de comunicación locales y nacionales cubrieron el proceso electoral de 2021, antes de que se desatara la crisis política de ese año. En este proceso electoral aparecieron dos candidatos relevantes: Pedro Castillo (del partido político de izquierda Perú Libre) y Keiko Fujimori (del partido político de derecha Fuerza Popular). También cubrieron, en menor medida, a Rafael López Aliaga (de Renovación Popular), quien tenía cierta afinidad con la candidata de Fuerza Popular. En algunos medios de Lima, Pedro Castillo fue relegado en sus coberturas para favorecer a la líder del fujimorismo. Los diarios El Comercio, La República y Expreso llegaron a considerar a Castillo irrelevante para el país.
El periodista de Reuters, Marcelo Rochabrún, señaló que esta tendencia se había observado en las elecciones de 2011, cuando se enfrentaron Keiko Fujimori y el candidato de izquierda Ollanta Humala. En aquellas elecciones de 2011, Fujimori acaparaba la atención de los medios locales. El reportero de Sudaca, Paolo Benza, y la Misión de Expertos Electorales de la Unión Europea expresaron su preocupación por la percepción de sesgo en la información difundida por esos medios. Benza sustentó que los periodistas de la prensa tradicional se habrían alineado con las directivas de sus empresas.
La cobertura mediática limeña, principalmente en el sur del país, donde la mayoría de los ciudadanos votaron por Castillo, fue objeto de críticas por promocionar a Keiko Fujimori. Esto impulsó a algunos ciudadanos a migrar a las redes sociales, donde surgieron formas alternativas de comunicación. Flor Muñoz, decana del Colegio de Periodistas de Arequipa, atribuyó dicha migración al descontento de Castillo con los medios de comunicación. Dicho descontento se basó en la idea de que el gobierno de Alberto Fujimori había conseguido cambiar la línea editorial para beneficiarse políticamente. La decana del colegio también destacó el papel emergente de los medios digitales, que ganaron relevancia durante la pandemia de COVID-19, al mismo tiempo que aumentaban las fuentes informativas «informales», es decir, de personas no acreditadas en el mundo de la comunicación.
Patricia Zárate, jefa de estudios de opinión del Instituto de Estudios Peruanos, enfatizó la importancia de las redes sociales frente a los medios limeños y compartió la idea de que estos afectaron a su reputación en lo que respecta a los sucesos políticos de otras regiones peruanas. Carlos Jornet, presidente de la Comisión Local de la Sociedad Interamericana de Prensa, dijo que la gente que desconfía de la prensa tradicional todavía es capaz de distinguir qué contenido es falso en las redes sociales.
Algunos medios digitales establecieron mecanismos para que las campañas políticas no manipulen su cobertura. Ojo Público y Salud con lupa establecieron un filtro para garantizar una cobertura neutral de los sucesos. Adicionalmente, Ojo Público implementó su sistema de revisión independiente. Mientras tanto, Rodrigo Salazar Zimmermann, presidente del Consejo de la Prensa Peruana, señaló que los medios impresos y plataformas digitales como La Encerrona participaron en la iniciativa PerúCheck, para alertar sobre información engañosa durante las campañas electorales. Las iniciativas de verificación de hechos fueron tan significativas que el comunicador Pedro Rivas Ugaz, responsable de identificar noticias falsas en redes sociales para la Oficina Nacional de Procesos Electorales, pidió a quienes respaldaron a la institución apoyar el periodismo independiente.

## Fase 1: El detonante de las protestas

### La«Toma de Lima»
Lima es una de las ciudades que se convocaron. Para el 7 de diciembre se congregaron en la «Toma de Lima» entre una y dos centenas de personas en la Plaza San Martín y alrededores. El objetivo era respaldar a Castillo y cerrar el congreso de la república. El entonces ministro del interior, Willy Huerta, llamó a Manuel Lozada, jefe de la Región Policial Lima, antes del anuncio de autogolpe para que despejara el camino a los manifestantes pro-Castillo y les permitiera ingresar a la Plaza de Armas y, por consiguiente, al Palacio de Gobierno. Sin embargo, tras los acontecimientos de la vacancia y la detención de Castillo, los manifestantes ocuparon principalmente la avenida Abancay, siendo custodiados por policías para evitar que ingresen al congreso. Se registraron masivas compras de suministros por parte de la población ante el temor de una escalada de los acontecimientos.

### Convocatorias
En ese día se anunció un comunicado de la Asociación Interétnica de Desarrollo de la Selva Peruana y la Organización Nacional de Mujeres Indígenas Andinas y Amazónicas del Perú que exigen las medidas de nuevas elecciones y asamblea constituyente.
En el caso de Arequipa, las manifestaciones se realizaron desde la Plaza de Armas en simultáneo al mensaje a la Nación que duraron brevemente con cientos de personas, luego se volvieron a realizar espontáneamente. Aunque carecen de un líder para las convocatorias, el entonces prefecto del departamento Yeremi Torres Flores fue uno de los fomentadores del cierre del congreso incluso antes del mensaje a la Nación. Luego de la vacancia de Castillo, Torres mostró rechazo a la asunción de mando de Dina Boluarte. Cuando Torres renunció al cargo el 12 de diciembre, toda la prefectura fue suspendida.
En la ciudad de Puno el 7 de diciembre, se realizó de inmediato convocatorias, cuyos cuatro congresistas representantes al departamento homónimo eligieron en abstención en la moción de vacancia. Estas tuvieron el apoyo del presidente del Frente de Defensa Unificado en contra de la contaminación de la cuenca Coata y el lago Titicaca, quien convocó nuevas manifestaciones entre el 13 y 15 de diciembre.
También se realizaron las primeras convocatorias desde la Plaza de Armas del Cuzco, cuyos integrantes arremetieron a otros ciudadanos en contra del intento de autogolpe. Por otro lado, representantes del grupo de etnocaceristas no descartaron que existan militantes involucrados en las protestas.
Según el analista David Rivera del Águila, en una entrevista con Mónica Rincón de CNN Chile, «hay una posibilidad de que hayan hechos de violencia», aunque, advirtió que «está faltando alguien que quiera asumir el liderazgo de las protestas». Este último también comparte la antropóloga e investigadora del Departamento Académico de Ciencias Sociales de la PUCP Carmen Ilizarbe, señaló que las marchas «no son lideradas por organizaciones o sujetos individuales, sino que son mucho más espontáneas y difíciles de controlar. [...] Somos un país profundamente desigual. Esto hace difícil el proyecto de la democracia».

## Fase 2: Expansión y radicalismo de las protestas

### 8 de diciembre
Luego de realizar reparaciones por los daños en la vía pública de la metrópolis, continuaban las movilizaciones en Lima. El medio RPP consideró la reunión pro-oficialista como las más grande desde la llegada de Castillo. Según la Voz de América, casi mil personas participaron el 9 de diciembre. Con el traslado de Castillo a la sede de la Dirección de Operaciones Especiales, en el distrito de Ate, se instalaron ollas comunes para acompañarlo. Uno de enfrentamientos conllevaron en agredir e insultar a una periodista en frente de las cámaras.
En simultáneo, se visibilizaron en Chota, lugar donde se crio Castillo; Huancavelica, Puno y Jaén. También se reportó una extensión de marchas del departamento de Puno en Sicuani.

### 9 de diciembre

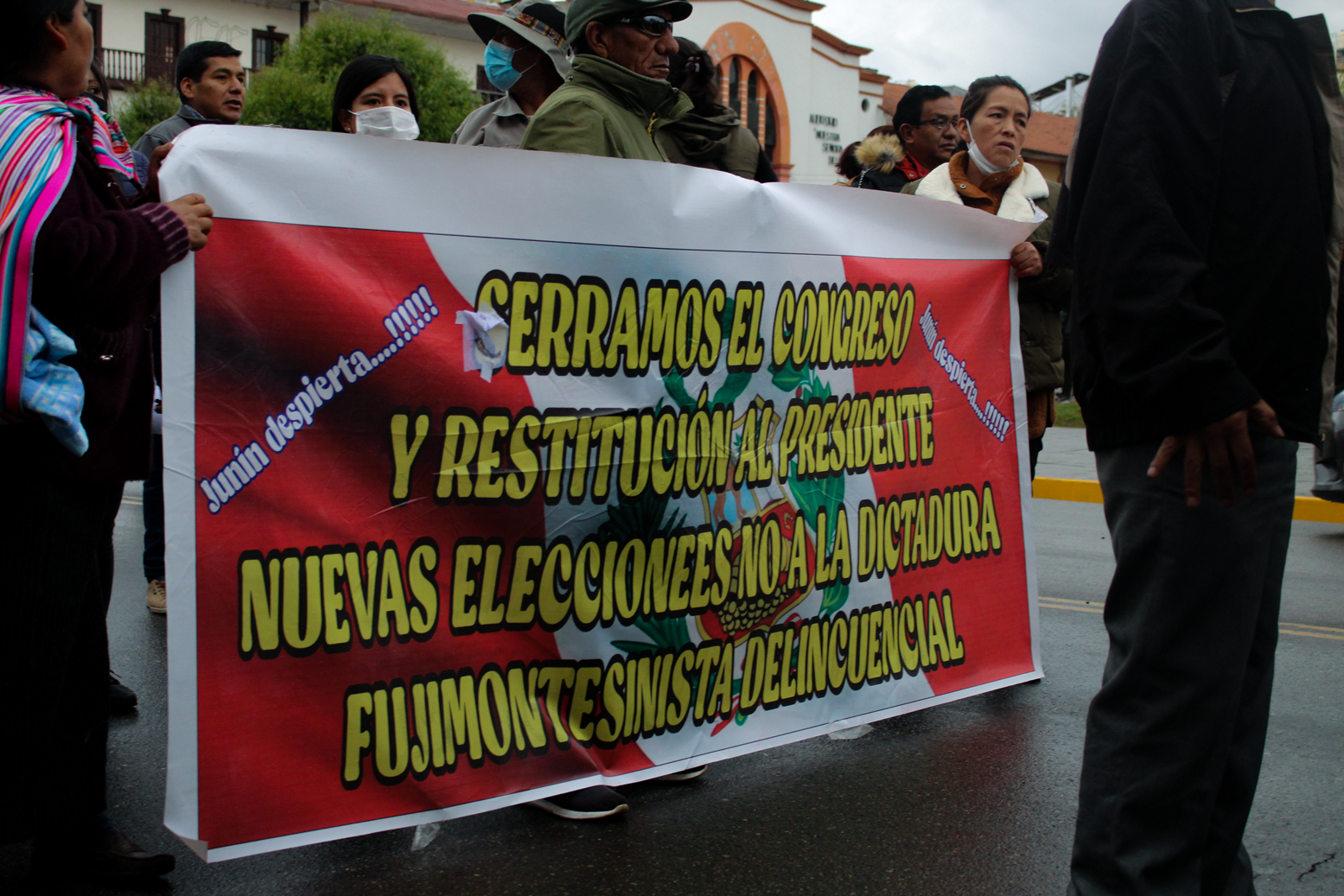
Pancarta en una de las manifestaciones, el 9 de diciembre en Huancayo, donde se leen las demandas que solicitan quienes protestan.

Desde su permanencia en Diroes, los manifestantes mostraron hostilidad y obstrucción de coberturas con la prensa limeña, quienes rechazaron incorporarse en sus declaraciones. Como dato extra, hubo un detenido cuya captura por el grupo Terna se viralizó.
En Arequipa, recibieron el apoyo de sindicatos laborales como el Federación Departamental de Trabajadores de Arequipa, el Sindicato de Construcción Civil, y el Frente Nacional de Transportistas y Conductores del Perú.
En la ciudad de La Joya, donde se encuentra la Panamericana Sur, se realizaron ollas comunes. Mientras que la tarde el 8 de diciembre se realizaron bloqueos a la carretera interprovincial. De la misma forma ocurrió con el sector cercano Majes-Siguas, donde inicialmente careció una predominante presencia policial. Se estima que alrededor de 10 mil personas participaron en estas zonas del departamento arequipeño para el 9 de diciembre. Para agilizar el tránsito el jefe de División Policial y Orden Público ordenó el despliegue de 150 agentes policiales, a pesar de no contar un ministro del Interior entre el 9 y 10 de diciembre o un decreto de emergencia.
También se reunieron decenas de personas en la ciudad de Puno, y también en la plaza principal de Juliaca. La Sutep de ese departamento anunció su movilización para convocar la asamblea constituyente. Por su parte, la Federación Nacional de Trabajadores en Sector Educación (Fenatep) confirmó por medio del sindicato de docentes local un paro de 24 horas y la declaración de personas no gratas a los congresistas Flavio Cruz, Óscar Zea Choquechambi, Carlos Zeballos y Flores Ancachi por apoyar en la moción de vacancia; su oficialización se dio en la víspera de Navidad. Este movimiento cercano a Pedro Castillo tendría mayor protagonismo al convocar una nueva manifestación el 15 de diciembre.
En Moquegua se declararon traidores de la patria a dos congresistas. Participaron además Tacna, Ilo y Lambayeque. Las manifestaciones también se congregaron desde el 9 de diciembre en la capital departamental Jaén, y con cierta demora en Trujillo.
Desde la ciudad se movilizó el Frente de Defensa del Pueblo de Ayacucho, organización que se reestructuró durante las protestas «en otras regiones porque estamos creando un frente nacional que tendrá un protagonismo histórico haciendo respetar el clamor del pueblo»; este frente mantiene su posición férrea al cierre del congreso, el desconocimiento de la nueva presidenta y asamblea constituyente. Entre sus integrantes se encuentra Íber Maraví, quien mostró su apoyo hacia Castillo.
También se bloqueó el acceso terrestre entre Cuzco y Arequipa vía Canchis.

#### Bloqueo de carreteras
En la Carretera Panamericana Sur, los protestantes bloquearon tres sectores de la provincia de Ica (Barrio Chino, La Expansión Urbana, y El Álamo), que se acerca al bloqueo realizado en La Joya (Arequipa), con llantas, piedras y otros elementos. Este primero conllevó a la detención de varios vehículos de carga pesada según la Unidad de Protección de Carreteras de la Policía Nacional e impidió también el acceso a Cuzco.
La Superintendencia de Transporte Terrestre de Personas, Carga y Mercancías anunció en un comunicado que se suspendió el sector transporte al sur del Perú, donde la carretera Panamericana Sur se encuentra parcialmente bloqueada. Para el 9 de diciembre, pasajeros y la policía intentaron sin éxito negociar con los manifestantes. Se duplicaron los precios de los boletos desde la terminal de bus Tacna hacia Arequipa y Lima. Entre los pasajeros perjudicados se encuentran postulantes a la Carrera Pública Magisterial realizada ese día, en que la Defensoría del Pueblo pidió la postergación del evento.

### 10 de diciembre
Por otro lado, el 10 de diciembre, cientos de manifestantes se reunieron pacíficamente durante el día. La Federación Universitaria de San Marcos (FUSM) se unió a la marcha. La gran expectativa era la llegada de Antauro Humala y sus reservistas a Lima a las 6 de la noche, motivo por el cual hubo gran concentración durante esas horas. El líder etnocacerista dio una conferencia de prensa en la Plaza San Martín de Lima donde reconoció al gobierno de Dina Boluarte y no dijo en ningún momento que lideraría o su partido apoyaría masivamente las marchas, motivo por el cual fue abucheado y expulsado de la plaza. Luego del incidente, los numerosos manifestantes marcharon hacia el congreso y tuvieron un enfrentamiento con un contingente policial.
El Comité de Lucha Popular de Arequipa anunció el 10 de diciembre que realizaran huelgas por tres días como respuesta «del secuestro del Perú y del presidente Pedro Castillo por parte de los grupos económicos y el congreso golpista». La protestas crecieron de otros sectores cuando se unieron el Sindicato Magisterial Regional de Arequipa, que además del lavado de bandera exigió cumplir las iniciativas educativas del expresidente,
En la mañana del 10 de diciembre según el diario Correo, la policía solo desbloqueó el kilómetro 48 de la carretera de penetración a Arequipa. Además, mineros artesanales tomaron parte de la carretera en el distrito de Chala.
En la región Puno, las marchas se expandieron a otras provincias como San Román y El Collao. También la Federación Departamental de Trabajadores Cusco (FDTC), adscrita a la Confederación General de Trabajadores del Perú, convocó a las movilizaciones y mientras atacará el paro de 24 horas.
Durante esa protesta, organizaciones sociales locales de Ayacucho calificaron de «traidores de la patria» a los congresistas departamentales Alex Flores, Margot Palacios y Germán Tacuri. La Federación Agraria de Ayacucho expresó también su apoyo al cierre de congreso. A la vez, desde la Pampa de Ayacucho, se realizó la Cumbre de Gobernador e Intendentes de Latinoamérica para atender las solicitudes de la crisis política sin la participación de los poderes Ejecutivo y Legislativo del Perú.
El 10 de diciembre, un grupo de oficiales de la Macro Región Policial de La Libertad al mando del general Augusto Ríos ordenaron que «todos los policías deben estar en sus unidades por la alerta absoluta, alerta máxima que se está decretando», debido a que se sospecha que el etnocacerista Antauro Humala intentaría protagonizar otro episodio como el Andahuaylazo.

#### Declaraciones de Pedro Angulo
Ante las protestas a nivel nacional, Pedro Angulo, primer ministro de Dina Boluarte, declaró:

Nosotros interpretamos que es un segundo momento del intento de golpe, porque en la intención lo real es que se buscaba el apoyo de las Fuerzas Armadas, pero también se buscaba que ciudadanía organizada saliera a las calles. Había una amenaza de la toma del Congreso, de la toma de Lima, varias circunstancias de estas ya se conocía. Nosotros lo que vemos son los resabios, los restos de esa asonada, que ha buscado movilizar desgraciadamente a ciudadanos, sin importar las vidas humanas.

#### Protestas de Apurímac
El 10 de diciembre se produjeron violentos enfrentamientos entre comuneros y pobladores de Andahuaylas contra efectivos policiales. Con tres mil personas participantes, durante la tarde, los manifestantes tomaron como rehenes a 2 policías y solicitaron un «canje de prisioneros», ante ello, una división de fuerzas especiales de Abancay de la PNP se movilizo hacia Andahuaylas y llegaron en una avioneta. Horas después de los secuestros, los manifestantes liberaron a los policías y numerosas organizaciones sociales del departamento de Apurimac se declararon en «insurgencia popular» e iniciaron un paro regional desde el día el lunes 12 de diciembre.

### 11 de diciembre
El 11 de diciembre, se registraron nuevos disturbios en Apurímac, provocando que los enfrentamientos entre los ciudadanos y la PNP se vuelvan cada vez más violenta. Luego de la toma del aeropuerto, la policía al verse superada en número respondió con numerosos perdigones y munición real a los manifestantes, incluso un helicóptero llegó a la zona a reforzar a los efectivos policiales, debido a estos enfrentamientos se registraron 2 civiles muertos y más de 30 heridos (entre manifestantes y policías). La turba de protestantes luego de enterarse de la muerte de dos de sus compañeros, incendiaron la comisaría de Huancabamba. Ante ello el Gobierno Regional de Apurímac anunció la suspensión indefinida de clases de todos los niveles educativos y alertó a todas las instituciones trabajar bajo la modalidad virtual en todo el departamento, a excepción del sector salud.
Por los enfrentamientos se registraron 20 civiles y 10 policías heridos. Además, con los nuevos enfrentamientos en la División Policial de Andahuaylas y el aeropuerto de Huancabamba, consiguieron vandalizar la zona desde quemar llantas hasta dañar almacenes en este último. Durante el día los manifestantes tomaron el aeropuerto de Huancabamba y retuvieron a más de 50 personas (entre trabajadores y policías) durante un tiempo.
Luego de los daños a las instalaciones en Huacabamba, la Corporación Peruana de Aeropuertos y Aviación Comercial anunció el cierre temporal del aeropuerto de Andahuaylas por motivos de seguridad. La dirección regional de educación de Ica suspendió las clases de manera indefinida a partir del 12 de diciembre debido a las protestas sucedidas en aquella ciudad.
El partido político Nuevo Perú se unió en los planes de convocar manifestaciones. Expresó para la cadena Telesur que «adelanten las elecciones generales y la convocatoria a una Asamblea Constituyente para que se redacte una nueva Carta Magna». La Federación Revolucionaria Agraria Túpac Amaru Cusco (Fartac), Federación Universitaria Cusco (FUC), el Sutep y la Asamblea Regional de Jóvenes del Cusco (Arejo) también atacaron a paros indefinidos desde su departamento cuzqueño. La organización de campesinos de Cuzco anunció una delegación a Lima.
En Arequipa, la Sociedad Agrícola de Arequipa llamó la calma debido a que «los bloqueos en medio de la turbulencia social perjudica a los sectores agrícolas».
Asociación Nacional de Periodistas comunicó que 21 periodistas fueron víctimas de agresión entre los días 7 y 11 de diciembre.

### 12 de diciembre
El 12 de diciembre las protestas continuaron, durante la mañana la presidenta Dina Boluarte declaró en estado de emergencia al departamento de Apurímac junto a Ica y Arequipa. La ministra de Desarrollo Agrario y Riego Nelly Paredes garantizó el abastecimiento de mercados en Lima para todo el día 12 de diciembre y pidió la calma.
En simultáneo el ya destituido prefecto de la región La Libertad manifestó su apoyo a Castillo. En otro lado, la Asociación Regional de los Pueblos Indígenas de la Selva Central anunció su participación en los eventos de protesta. Además en Huancavelica, el Comité de Lucha del Frente de Defensa anunció un paro de 24 horas, luego de la participación del 7 de diciembre. Adicionalmente, el secretario general de la Federación Nacional de Trabajadores de la Educación (Fenate) señaló que 20 mil docentes del departamento puneño y 350 mil a nivel nacional habrían detenido sus labores para unirse a las protestas. Dentro del departamento, el presidente regional de Puno Germán Alejo Apaza recibió a Evo Morales en la Comisión de Relaciones Exteriores del Congreso; según El Comercio, la alianza está ligada al proyecto Runasur.
Los manifestantes tomaron por asalto la comisaría de Chincheros, 30 efectivos policiales estuvieron atrapados en ese lugar. A la vez, consiguieron secuestrar otro policía para exponerlo ante el público. En la zona Barrio Chino de Ica, destruyeron cámaras de vigilancia y saquearon una caseta de peaje. En Cajamarca, manifestantes tomaron la Universidad Nacional.
Se bloqueó el tránsito en cuatro tramos de la carretera Federico Basadre, en Ucayali; además de la ruta Interoceánica, en Madre de Dios. y el puente internacional en Ilave, Puno. El 12 de diciembre se reportó bloqueos de carreteras por parte de ronderos en Jaén. En ese día, empezaron los bloqueos de la Panamericana Norte en zonas cercanas a Virú, dos tramos de las vías de conexión fueron tomados por manifestantes, que creció a cuatro para el dicho día 14.
En la noche del 12 de diciembre, una turba de personas atacaron las sedes de América TV, Canal N y Panamericana TV, destruyendo el frontis de los inmuebles con palos y piedras; así mismo, también destruyeron un vehículo de prensa de Exitosa Noticias y apalearon al conductor. Las personas fueron azuzadas por Pável Yábar Gonzales, dueño de un canal de YouTube de tendencia izquierdista.

#### Disturbios en Arequipa
Se informó que un grupo de manifestantes ingresó de manera violenta al Aeropuerto Internacional Alfredo Rodríguez Ballón, en la capital arequipeña. Los manifestantes destruyeron las infraestructuras de seguridad e incendiaron la caseta de control. Los vuelos en dicho aeropuerto fueron suspendidos y los pasajeros evacuados por seguridad. Además, la carretera que conecta el norte de la ciudad con Puno fue bloqueada.

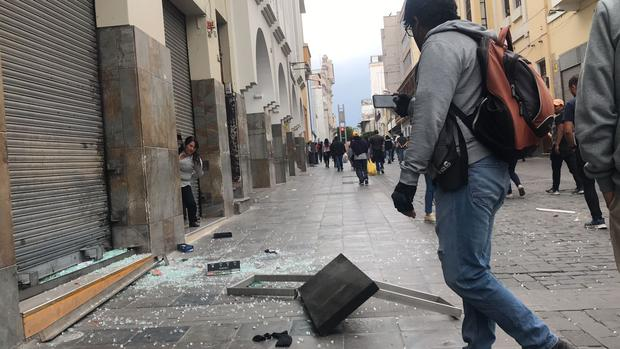
Manifestantes saquearon tiendas del Centro Histórico de Arequipa.

En simultáneo, alrededor de tres o cuatro mil personas consiguieron vandalizar la planta procesadora de productos lácteos del Grupo Gloria en Alto Siguas. dejándola inoperativa durante dos meses. En simultáneo, manifestantes se instalaron los exteriores del aeropuerto en Cuzco.
El 12 de diciembre el Gobierno Regional de Arequipa anunció «las previsiones del caso, para que nuestros estudiantes y docentes desarrollen sus actividades pedagógicas en horarios restringidos y si amerita la suspensión de labores, esta, sea evaluada de acuerdo con el contexto». A la vez la Universidad Nacional de San Agustín suspendió todas las clases presenciales hasta el 16 de ese mes. Mientras tanto, la Gerencia Regional de Salud declaró alerta roja en su «sistema sanitario».

#### Ataque con explosivos en Andahuaylas
Manifestantes atacaron la parte posterior de las instalaciones de la Divpol de Andahuaylas donde se encontró un contingente de policías de defensa. Desconocidos lanzaron artefactos pirotécnicos (avellanas), y un explosivo artesanal que contiene dinamita y perdigones. Luego del ataqué resultó en 15 policías heridos, dos en cuidados intensivos y tres con heridas múltiples, según la agencia RPP.

#### Investigación de la Dircote
La Policía Nacional indicó en su informe que dentro de los grupos a favor de las marchas también incluye a la radical Movadef, intento que la Dircote lo confirmó. También indica que congresistas de la bancada oficialista Betssy Chávez, Guillermo Bermejo y Guido Bellido son los motivadores de la exposición política de los ciudadanos. El informe de inteligencia del ente señala que participaron en las protestas de 9 y 10 de diciembre desde Lima e Ica.

## Fase 3: Estado de emergencia y despliegue de las fuerzas armadas
La asumida presidenta Dina Boluarte declaró en estado de emergencia a los departamentos de Apurímac, Ica y Arequipa por 60 días, con la posibilidad de extenderse a nivel nacional.
Posteriormente, el Ministerio del Interior tomó la decisión de cesar a todos los prefectos (designados por el anterior ministro de Interior en el gobierno de Castillo) tras identificarse que algunos de ellos estaban azuzando a la población a realizar actos de violencia. Expresó que buscan personas que «no atenten contra el Estado de derecho».

### 13 de diciembre
Se redujo la venta de boletos de transporte de la Panamericana Norte. Debido al bloqueo de carreteras, el ministro de Defensa declaró emergencia de la Red Vial Nacional, es decir, de toda la red de carreteras en el territorio peruano. Mientras que en Lima, por seguridad, desde el 13 de diciembre se desplegaron más de cinco mil policías en el distrito de cercado y alrededores.
Para el 13 de diciembre se anunció radicalización de medidas en Ciudad Lacustre y así bloquear carreteras, mientras se expandió a 13 provincias del departamento de Puno. En Moyobamba se convocó una reunión de la región San Martín. Se reportó 18 policías heridos en el distrito de Chao. En Ica ocurrió algo similar con la quema de la caseta de seguridad de una empresa agroexportadora en el distrito de Santiago.
El Aeropuerto Internacional, en Cuzco, anunció la suspensión de todos sus vuelos desde y hacia la ciudad. Horas después, una turba invadió la planta de bombeo de gas en Kepashiato, mientras otra atacó a la Compañía de Televisión Cusqueña sin registrar heridos.
Los comerciantes de la plataforma mercantil Andrés Avelino Cáceres, en Arequipa, participaron en sus manifestaciones, días después de su confirmación. Además, incluyeron alrededor de 10 mil obreros de construcción civil en la ciudad. Además, una turba reducida incendió las dos sedes del Ministerio Público y el Poder Judicial en la ciudad de Arequipa, mientras se reportó un saqueo de una tienda de celulares, en que cuatro personas fueron detenidas. También, desde otros grupos, vandalizaron y saquearon las plantas de la empresa Laive y Danper. La gerenta general de Danper, luego de notar ese incidente días después, advirtió a los manifestantes, en especial a quienes promueven la asamblea constituyente, que «definitivamente estamos llevando al país al precipicio».
En respuesta a sus seguidores que defienden el legado del exmandatario, el 13 de diciembre Castillo agradeció a ellos por «su confianza, su esfuerzo, su lucha y su dedicación» y convocó nuevas manifestaciones en una audiencia judicial pública transmitida por televisión. Aníbal Torres compartió la convocatoria de supuesta liberación de Castillo.

### 14 de diciembre
Los constantes bloqueos paralizaron las operaciones de 10 mil buses provenientes de centenas de empresas (700 de operación nacional y 300 de operación regional). Según el Ministerio de Transporte el 14 de diciembre, 14 departamentos cuentan con al menos un parte de la carretera bloqueada. También se reportó un incendio en la municipalidad provincial de Espinar, en Cuzco.
El 14 de diciembre de 2022, la Asociación Nacional de Ganaderos Lecheros del Perú anunció la suspensión de acopio de leche, lo que generó pérdidas de 4 millones de soles. Los proveedores tuvieron que regalar leche neta a los pobladores. Además se anunció el cierre de más de 20 agencias del Banco de la Nación en nueve departamentos hasta establecer «condiciones de seguridad».
En ese día llegan los asháninkas a Lima, que fueron intervenidos por la Policía en su llegada a Chaclacayo. A la vez, llegaron alrededor de cinco mil ronderos en la Plaza de Armas de Cuzco. Mientras que en Arequipa, se convocó una nueva marcha de 2000 obreros del Sindicato de Construcción Civil, quienes rechazaron negociar con el Poder Ejecutivo.
La Confederación General de Trabajadores del Perú apoyó a las marchas, a pesar de las declaraciones de su jefe al mostrar el apoyo a Boluarte luego de realizar negociaciones. Además, el Comité Provincial de Rondas Campesinas y Urbanas, el Frente de Defensa de los Intereses y Patrimonio y otros gremios locales declararon a la ciudad de Cutervo en insurgencia. Después de informar su acusación públicamente, Bellido pidió la calma a la población.

#### Nuevo estado de emergencia
El día 14 de diciembre, la declaratoria de estado de emergencia se extendió a todo el territorio nacional por un plazo de 30 días, en que dejó sin efecto la resolución anterior. Como consecuencia, Alberto Otárola indicó que la Policía Nacional y las Fuerzas Armadas podrán responder inmediatamente ante el bloqueo de carreteras y los actos vandálicos. No obstante, no se restringe el derecho al viaje nacional e internacional, excepto si la terminal es ocupada por manifestantes.

### 15 de diciembre
Con las nuevas convocatorias, llegaron más simpatizantes desde el centro del país, incluido la zona del Vraem, congregados temporalmente en Chosica. Aunque los simpatizantes volvieron a impedir el ingreso de la prensa limeña, una pariente de Pedro Castillo declaró para América hoy que «vamos a marchar, sino esto va arder». Por el lado del Estado, se desplegaron más de 140 mil agentes de seguridad en todo el país, incluido nuevos refuerzos policiales en la Plaza Mayor de Lima. Desde el Congreso y luego de difundir el reporte de la PNP, Guillermo Bermejo amenazó al gabinete ministerial, calificado por él como «aprendices de Montesinos», que es su último esfuerzo por «mantenerse en el poder, de la mano de los militares y los policías».
Con las medidas de paralización cerca de cinco aeropuertos, se suspendieron 361 vuelos con más de 45 mil pasajeros afectados. Algunos turistas que estuvieron varados en estaciones aeroportuarias de Cusco, Arequipa y Ayacucho solicitaron vuelos humanitarios. Decenas de personas en la ciudad cuzqueña permanecieron en cautiverio, mientras el alcalde de Machupicchu pidió ayuda para atender a 800 visitantes varados de diversas nacionalidades. La ministra de Vivienda, Hania Pérez de Cuéllar, comunicó a la prensa que realizaron un empadronamiento de enfermos, heridos y visitantes del exterior junto al Ministerio de Comercio Exterior y Turismo. Mientras se trabaja con la Corporación Peruana de Aeropuertos y Aviación Comercial «para que ya haya libertad y todos los aviones ya lleguen a los aeropuertos».
En Trujillo el secretario regional de Perú Libre convocó nuevas manifestaciones. En Arequipa, la comisaría de El Pedregal detuvo a nueve involucrados por el saqueo de la productora de leche Gloria bajo la organización criminal Los Mineros de Cerro Rico. Mientras que, por el bloqueo de transporte y un incendio en una estación local, se reportaron desabastecimiento en estaciones de combustible. En el caso de Huancayo, las manifestaciones fueron pacíficas.

#### Violencia en Ayacucho
Cientos de ayacuchanos se plegaron a las protestas, durante el día tuvieron varios choques con algunas unidades militares. Sin embargo, el clímax de represión llegó cuando los manifestantes intentaron tomar el aeropuerto de Ayacucho, atravesando el cementerio cercano a la zona. El ejército y la PNP respondieron de forma defensiva, los primeros por medio de un tiroteo y los segundos a través bombas lacrimógenas desde helicópteros. En estos violentos enfrentamientos murieron 9 personas y resultaron heridos más de 52 civiles. Se convocaron cacerolazos en la medianoche para rendir tributo a las víctimas. La Dirección Regional de Salud declaró sus más de cuatrocientos centros de salud en alerta roja, mientras se identificó que diversos manifestantes estaban usando armas artesanales para atacar a las fuerzas del orden.
El director regional de Salud de Ayacucho señaló en RPP que de los 52 heridos atendidos en el Hospital General, «90% es por perdigones e impactos de bala y el 10% son por contusiones».

#### Marchas por la paz
Se realizaron una convocatoria de marchas por la paz en Arequipa, Trujillo, Huancayo, Huaraz y Huacho. En ella participaron organizaciones civiles y ciudadanos para alentar el alto al fuego en las protestas. Se recurrieron a las prendas blancas.
Debido al éxito se convocaron nuevas marchas por la paz en Huancayo y Lima; dos días después, se registraron numerosas marchas de paz en distintas ciudades del país. En el caso de Lima, la marcha tuvo el apoyo indirecto de colectivos anticomunistas más el grupo La Resistencia.

#### Toque de queda
El 15 de diciembre se anunció el toque de queda nocturno (Decreto Supremo 144-2022-PCM) en 15 provincias de 8 regiones (Arequipa, La Libertad, Ica, Apurímac, Cusco, Puno, Huancavelica, Ayacucho), que se aplicará desde el día siguiente por cinco días. El primer ministro aclaró previamente, el día 14, que la medida «busca efectivizar el ingreso del ejército en alguna actividad en favor de la población y en otros casos simplemente preventiva».

### 16 de diciembre
Al día siguiente de los fallecidos en la toma del aeropuerto de Ayacucho, los ministros de Educación y Cultura renunciaron al cargo, calificando de «insostenible» su presencia en el gobierno. La Fiscalía comunicó el inicio de diligencias para esclarecer las causas de las 20 muertes durante los días de protesta, que la Defensoría del Pueblo registró hasta entonces. Alex Flores (Perú Libre) presentó en el Congreso denuncias constitucionales contra los ministros Alberto Otarola (Defensa) y César Cervantes (Interior) por los presuntos delitos de homicidio calificado y lesiones graves, estas serían analizadas en la próxima sesión (estado de emergencia).
En la mañana de ese día, la Sutran informó la liberación de 35 vías tomadas. En el departamento de La Libertad se reinició la venta de boletos luego del desbloqueo de parte de la carretera ocupada en Virú. Mientras que en Huamanga, se registraron disturbios y saqueos.

#### Enfrentamientos en Pichanaqui
Durante todo el día se produjeron violentos enfrentamientos en Pichanaqui entre el ejército con ayuda de la PNP (entre ellos miembros de los Sinchis de Mazamari) con los manifestantes que mantenían bloqueado el puente de la ciudad a la altura del kilómetro 74 de la Carretera Marginal de la Selva. Debido a ello se reportaron 3 civiles muertos y 52 heridos (43 civiles y 9 policías).
Por su parte, el Congreso de la República rechazó el adelanto de elecciones a diciembre de 2023 con 49 votos a favor, 33 en contra y 25 abstenciones. Susel Paredes, promotora del proyecto, respondió que «el pueblo juzgará a la izquierda».

### 17 de diciembre
Se produjo un enfrentamiento en el puente de Ocoña, bloqueado por 500 manifestantes, dejando como saldo 6 heridos (2 militares y 4 civiles).
En ese día José Luis Chapa, secretario general de la Federación Departamental de Trabajadores de Arequipa, rechazó las medidas contra el toque de queda en su ciudad, quien calificó a Dina de fascista. Además, junto a la Defensa de Cono Norte, negaron que sus integrantes estén involucrados en actos vandálicos.
A la vez, 50 agentes de la Policía Nacional intervinieron el local del partido Nuevo Perú y la Confederación Campesina del Perú. Según la Dircote se encontraron hondas, machetes y pasamontañas. 26 personas fueron retenidas.
Durante la noche se produjo un enfrentamiento en la carretera del distrito de Huipoca (Ucayali), dejando como saldo 11 heridos (6 policías y 5 civiles).

### 18 de diciembre
En Chala, autoridades locales lograron convencer a manifestantes para que reabrieran vía por dos horas. Para ese entonces, varios camiones estuvieron detenidos por casi una semana entre los kilómetros 700 y 900 de la Panamericana Sur.
Se registraron nuevos disturbios en Aguaytía, en la 152 de la carretera Federico Basadre, que dejaron 9 heridos entre civiles y policías.

Hablando en quechua, Dina Boluarte dijo en el programa Cuarto Poder: 
Contigo, hermana, contigo, hermano, que estás saliendo a la calle. Calma, hermana, calma, hermano. (…) Con ustedes solo quiero trabajar. No se enojen con Dina Boluarte. Lo único que quiero es trabajar con mis hermanos, y que la casa de Gobierno está ahí y los está esperando con los brazos abiertos.

### 19 de diciembre
Se propuso una nueva negociación con los mineros artesanales en Chala. Participaron la ministra de Transportes y Comunicaciones, Paola Lazarte; el ministro de Energía y Minas, Óscar Vera; y el titular de Trabajo y Promoción del Empleo, Eduardo García. Debido a la ausencia de los mineros, no se concretó a un acuerdo. Por otro lado, el Ejército del Perú reestableció el tráfico vehícular en la zona. Mientras tanto, continuaron las manifestaciones en Huancayo y Huancavelica.
Por otro lado, se difundió en redes sociales desde Ayacucho el comunicado del general de la PNP Antero Mejía a los comerciantes sobre que «yo voy a actuar» ante futuras movilizaciones. Igualmente, se identificaron infiltrados en las marchas, principalmente ligados a grupos de extrema izquierda, a Sendero Luminoso y Movadef.

## Fase 4: Recesos y tregua en las marchas

### 21 de diciembre
Dirigentes de Arequipa y Puno propusieron un plan separatista al formar los departamentos del sur del Perú en un nuevo país. Fue motivo de investigación al supuesto promotor Felipe Domínguez Chávez (líder del Frente de Defensa del Cono Norte de Arequipa) por atentado a la seguridad nacional, además del rechazo del congresista de Bloque Magisterial, Edgar Tello.

### 23 de diciembre
Se entablaron negociaciones para pausas actividades en varias ciudades. En ellas se realizaron pase humanitarios. Mientras tanto la provincias de Canchis, Chumbivilcas y La Convención. Además, se realizó en Arequipa una nueva marcha por la paz, convocada mayoritariamente por fuerzas del orden; a la vez que colectivos culturales congregaron el evento Artistas arequipeños unidos contra «la dictadura». Dina Boluarte abogó por extender una tregua de fin de año en un nuevo mensaje a la Nación. Dicha tregua, permitió la formación de una nueva fecha para las manifestaciones, el 3 de enero del próximo año.

### 24 de diciembre

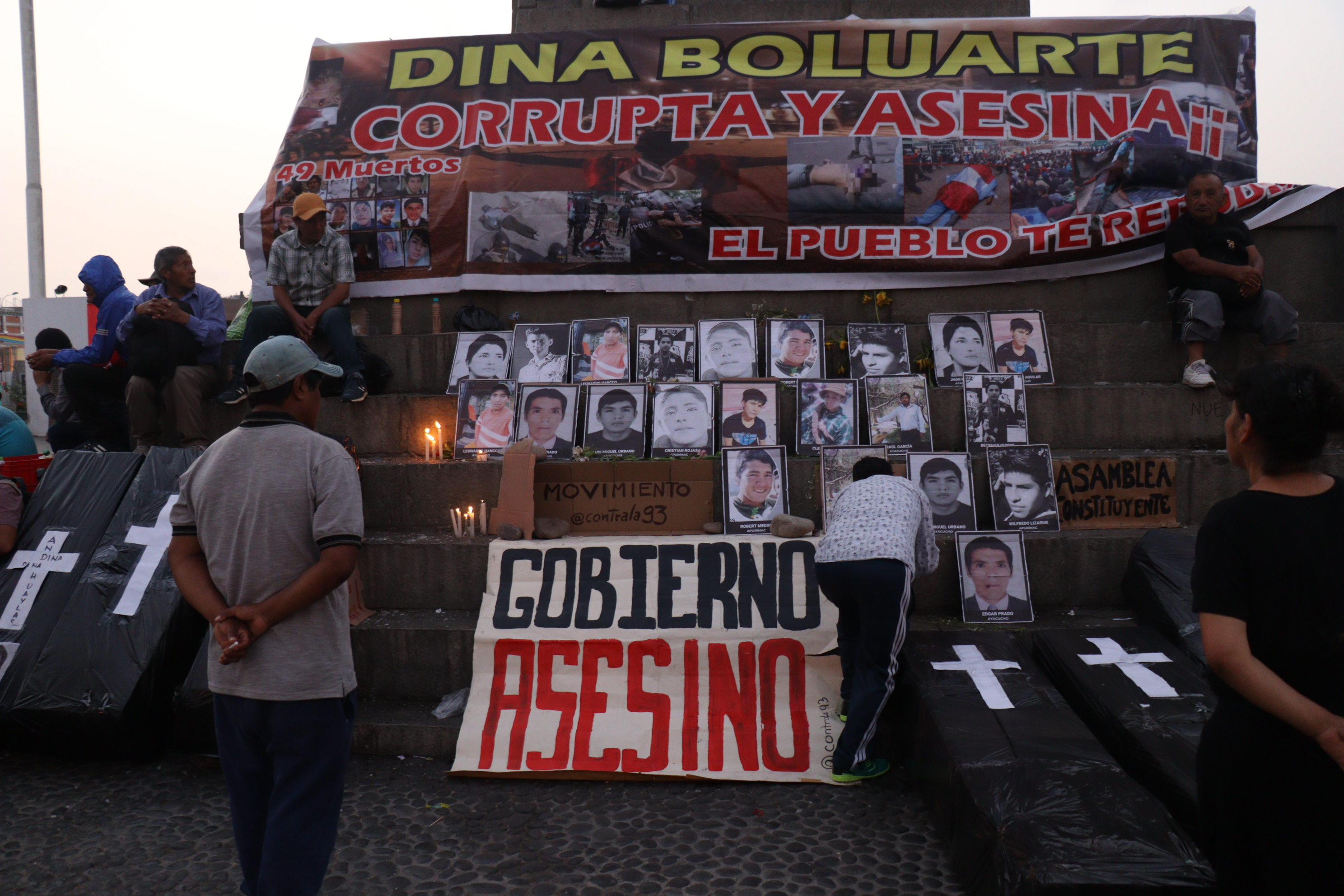
Ocupación y memorial por las victimas del gobierno de Dina Boluarte en la Plaza Manco Capac, 24 de diciembre de 2022

La Sutran anunció la liberación de 187 rutas bloqueadas. El ministro de Justicia José Tello anunció una comisión multisectorial para investigar a las víctimas durante las protestas. Además Boluarte realizó un nuevo mensaje a la Nación, admitiendo que «hubiera querido que no suceda esta situación de violencia que duele en el corazón».

### 25 de diciembre
Las Fuerzas Armadas finalmente desalojaron a manifestantes que bloquearon el acceso a la planta comprensora de Kepashiato. Con anterioridad, los manifestantes amenazaron con cerrar las válvulas o incendiar la planta de gas. Producto del desalojo, dos personas resultaron heridas, siendo llevadas a centros de salud y posteriormente dados de alta.

## Consecuencias

### Fallecidos
Se registró la muerte de al menos 34 personas. Según la Defensoría del Pueblo fallecieron 28 personas, sin considerar otros hechos a causa del bloqueo de carreteras.
El 11 de diciembre, se registró la muerte de un joven de 15 años y uno de 18 en Andahuaylas, uno habría fallecido por impacto de proyectil y otro por un golpe de un objeto contundente durante los enfrentamientos sucedidos en aquella ciudad. Se declaró duelo provincial por el alcalde de la provincia homónima.
El 12 de diciembre se reportaron cinco fallecidos más, uno en Arequipa y cuatro en Chincheros. En el sector policial, no hubo muertes pero sí 119 integrantes heridos. Indirectamente, fallecieron una fiscal que intentó esquivar el bloqueo de carreteras, junto a su hijo en un accidente de tránsito en El Pedregal, Arequipa.
El 13 de diciembre el gobernador regional de Apurímac confirmó la muerte de otra persona en Andahuaylas.
El 14 de diciembre se reportaron 2 fallecidos desde el distrito de Chao, provincia de Viru, uno por politraumatismo al enfrentarse contra vándalos de la carretera panamericana y otro atropellado por un camión durante el desbloqueo de la carretera. Al día siguiente se oficializó otra muerte de un adolescente atropellado por una camioneta desde La Libertad.
El 15 de diciembre se reportó la muerte de siete manifestantes en la toma de aeropuerto en Ayacucho. Mientras que en La Libertad se supo de dos decesos más. Indirectamente un menor de edad que necesitaba ser atendido con urgencia en Lima, falleció debido al bloqueo de carreteras.
El 16 de diciembre se supo de la muerte de otro manifestante en Ayacucho, y se reportó la muerte de tres personas en Pichanaki (Junín), uno en el Cuzco y otro en Huancavelica. Además, la ministra de Salud oficializó el fallecimiento de neonatos luego de no llegar a hospitales especializados.
En la mañana del 17 de diciembre, se supo de la muerte de otra persona en Ayacucho.
El 19 de diciembre se reportó un fallecido producto de los enfrentamientos desde el kilómetro 619 de la Panamericana Sur. Mientras tanto, se reportó otro accidente de carretera luego del desvío de un bus para evadir el bloqueo de carretera con ocho víctimas mortales.
El 3 de enero de 2023, el gobierno instaló una comisión para tomar reparaciones a los deudos de estas manifestaciones a cargo del el titular del Ministerio de Justicia y Derechos Humanos.

### Heridos
Durante los días de protestas han dejado unos 300 policías heridos que presentan lesiones diversas, como golpes, heridas, hematomas y contusiones en diferentes partes del cuerpo, producto de ataques con piedras y objetos punzocortantes, además de laceraciones, esguinces, fracturas y traumatismos múltiples. Y unos 210 civiles heridos.

### Pérdidas económicas
El ministro de Finanzas Alex Contreras estimó pérdidas para el 13 de diciembre entre 60 y 100 millones de soles diarios. El ministro de Comercio Exterior y Turismo, Luis Fernando Helguero, señaló que las protestas en distintas regiones del país generan gastos de 100 millones de dólares en el sector agroindustrial. En el sector de las MYPES, la asociación representante calculó la disminución de ventas a 2000 millones durante la campaña navideña. Y en el sector turístico, el BCRP predijo pérdidas totales de 100 millones de dólares. Para el 16 de diciembre, el Instituto Peruano de Economía calculó un total de pérdidas de 212 millones de soles hasta la fecha, sin considerar daños a la infraestructura pública y privada. Para el 24 de diciembre, el presidente de la Sociedad Nacional de Industrias contabilizó que se perdieron 3200 millones de soles durante la etapa de protestas.
Con pérdidas varias en sectores de producción, al día 16 de diciembre, diferentes instituciones dieron un informe de las pérdidas ocasionadas por el vandalismo:
- Confederación Nacional de Comerciantes : en Lima se perdió un 25% de las ventas y se estima una baja de 30% de consumidores.
- Unión de Gremios de Transporte Multimodal :  la paralización de un 60% de los camiones de carga proveedores del mercado mayorista que registran una pérdida diaria de 540 mil soles en mercadería.
- Cámara Hotelera de Cusco : casi un 80% de las reservas en agencias de turismo y hostelería fueron canceladas, estimando 4 millones de soles en pérdida.
- Cámara de Comercio, Industria y Turismo de Ica : la paralización de 40,000 trabajadores que dejaron de percibir ingresos por 2 millones de soles.[464]
- Gremio de Transporte Interprovincial de Pasajeros Cotrap - Apoip : la paralización de 10 mil buses ocacionó pérdidas por 50 millones de soles.
- Asociación de Transporte Aéreo Internacional (IATA) : Un aproximado de 50 mil pasajeros sufrieron la cancelación de sus viajes.
- Asociación de Ganaderos Lecheros del Perú : se reporta una potencial pérdida de más de 600 mil litros de leche diarios.
- Consejo Regional de la Leche de Arequipa : 4 millones de soles diarios.[465]
- Jet Link International: Las pérdidas en aeropuertos de Cuzco, Juliaca y Arequipa que generaron los bloqueos de protestantes contra el gobierno al cancelar un total de 283 vuelos suman unos 17 millones de soles.[466]

### Educación
Las clases escolares fueron suspendidas en varias regiones del país debido a los enfrentamientos.

### Reputación de la prensa limeña
Un sector de manifestantes acusaron a los medios limeños, principalmente televisivos, de parcializar sus coberturas durante sus emisiones. Algunos de ellos corresponden a asociaciones culturales como El Galpón Espacio (Lima) y eventos como Artistas arequipeños unidos contra «la dictadura» (Arequipa). Mientras que el líder del partido político de Perú Libre, Vladimir Cerrón, culpó a la prensa de brindar información tergiversada. La imagen de esos medios es ampliamente negativa por encuestados en la zona sur del país, según IEP; siendo calificada como «prensa mermelera». En ese entonces, parte de la prensa sido objeto de rechazo y agresiones por facciones más radicales.
El 14 de diciembre de 2022, el ya detenido Castillo denunció a los medios de comunicación limeños de estar financiado con la «derecha golpista». Además señaló a esos medios responsable de «callar» las protestas ciudadanas a favor de sus medidas, debido a, según él, los fondos económicos a la prensa en detrimento de la Reforma Agraria y bonos para la Policía y el magisterio nacional.
Para el periodo de tregua durante la semana final de año, continuaron los reportes de agresión incluso al canal estatal TV Perú. Uno de los abogados de Pedro Castillo, sentenciado por el delito de terrorismo, manifestó abiertamente para Exitosa Noticias que «todos [los medios] están en un mismo plan contra Pedro Castillo». Adicionalmente, el decano del Colegio de Periodistas de Puno realizó negociaciones al nuevo gobierno central para ofrecer canales de comunicación como alternativa a la prensa limeña.

## Reacciones
- La recién proclamada presidenta peruana Dina Boluarte respondió en una conferencia «a las organizaciones sociales a los movimientos que ahora se están movilizando en las calles, conversemos y busquemos la salida pacífica a esta situación».[163] Además, Boluarte responsabilizó a Betssy Chávez por promover manifestaciones mediante discursos.[481] El ministro de Desarrollo e Inclusión Social Julio Demartini aseguró que existen algunos manifestantes llevan una estrategia para no proponer el diálogo «y a través de un sesgo político quieren ocasionar caos».[482] Finalmente Boluarte señaló en una conferencia de prensa el 30 de diciembre que las marchas «no son programas sociales no atendidas», debido a que los temas a tratar como la nueva constitución y la renuncia de la presidencia  «no están en mis manos resolver».[483]
- El presidente del Consejo de Ministros, Pedro Angulo, interpretó que tras el fallecimiento de dos civiles en las protestas «se trata de un segundo momento del golpe de Estado». Además citó a Castillo y Aníbal Torres por tener uno de los objetivos «azuzar personas».[484]
- La Asamblea Nacional de Gobiernos Regionales propuso la convocatoria del Acuerdo Nacional para buscar un consenso entre organizaciones, partidos políticos y sindicatos.[485][486]
- El Ministerio de Salud (Minsa) anunció la activación de los Centros de Operaciones de Emergencias (COE) para atender a heridos en situación crítica, de forma similar a lo ocurrido con la pandemia de COVID-19 en el país.[487]

### Respuestas de los partidos políticos
- El 15 de diciembre, los congresistas de Perú Libre respaldaron el legado de Castillo, calificaron de «militarización» a las medidas de emergencia y plantearon la liberación del exmandatario.[17] Posteriormente, el 27 de diciembre, apoyaron la denuncia de Margot Palacios por «genocidio» contra Boluarte.[488] Mientras que Además, la congresista de esa bancada, Milagros Rivas, acusó a los partidos de derecha de existir un pensamiento «comunista» en sus intenciones y tildó a los conspiradores de «azuzadores».[489]
- Mientras tanto, la congresista Kelly Portalatino animó a la sucesora presidenta Boluarte que «escuche a su región Apurímac y a todas las regiones del país, no permitamos más heridos, no más convulsión del país».[490]
- Sin embargo, de parte de la bancada de derecha, el congresista Jorge Montoya calificó a su parecer de «actos terroristas» y animó a prevalecer el «principio de autoridad».[19][491] Posteriormente, Montoya definió su posición contra los reclamos de los manifestantes: apoyó la declaratoria de estado de emergencia,[492] y se negó a la propuesta de adelanto de elecciones sin previo cambio de todas las autoridades electorales (JNE, Reniec y ONPE).[493] Para el 2 de enero de 2023 el congresista arremetió a quienes no participaron de las marchas por la paz.[494]
- Además de Montoya, Patricia Chirinos acusó a congresistas de Perú Libre por desestabilizar y «sembrar el terror».[19][495][496]
- Por otro lado, María del Carmen Alva negó responsabilizarse del fallecimiento de los manifestantes y en su lugar culpó a Pedro Castillo. Aunque rechazó abiertamente la propuesta de asamblea constituyente, sin embargo, propuso otras ideas como bicameralidad, la reelección congresal y que se elimine el pedido del voto de investidura de un nuevo gabinete.[497] Entretanto, Adriana Tudela advirtió que «ir a elecciones inmediatas sin reformas es dejar que la violencia triunfe, es entregar a nuestros compatriotas al caos y al chantaje que busca imponer la Constituyente».[498]
- El 15 de diciembre las bancadas de Fuerza Popular, Renovación Popular y Alianza para el Progreso solicitaron una investigación del Ministerio Público contra Guillermo Bermejo (Perú Democrático), Betssy Chávez (Perú Democrático), Guido Bellido (no agrupado) y Edgar Tello (Bloque Magisterial) por instigar la violencia durante las manifestaciones.[499]

### Reacciones del sector policial
- La Policía Nacional del Perú anunció la suspensión de vacaciones de todo el personal desde el 9 de diciembre hasta «nueva orden».[500] El 18 de diciembre, el jefe de la IX Macro Región Policial (Macrepol), en Arequipa, informó la posible existencia de un grupo minoritario responsable de los daños a la planta procesadora de Gloria y el aeropuerto de la ciudad. Sin embargo, el propio jefe no descartó acusar a ese grupo de «actos de terrorismo».[501]
- Con la llegada de las denominadas marchas por la paz, contaron con la participación de expolicías.[463] Luego que en una sesión nocturna del 16 de diciembre, cuando el Consejo de Estado anunció su respaldo a las fuerzas policiales y militares,[12] tanto el Poder Ejecutivo como las fuerzas policiales convocaron a nuevas marchas de apoyo hacia ellas.[502] Estas generaron controversia por los manifestantes e incluso de la líder política Verónika Mendoza.[503] El 2 de enero de 2023, el Ministerio del Interior anunció que los efectivos no participarán en esos eventos, que coinciden con las siguientes protestas de ese año.[504]

### Internacionales
- Argentina, Bolivia, Colombia y México: A través de un comunicado en conjunto, los cuatro gobiernos expresaron su preocupación ante la remoción y detención de Pedro Castillo de la Presidencia de Perú. En la misiva calificaron a Castillo como presidente de la República del Perú y acusaron que fue víctima de «un antidemocrático hostigamiento, violatorio del artículo 23 de la Convención Americana sobre Derechos Humanos, «Pacto de Costa Rica», aprobada el 22 de noviembre de 1969, para luego ser objeto de un tratamiento judicial de la misma manera violatorio del artículo 25 de la mencionada convención». Además hicieron un llamado a los involucrados en el proceso para priorizar la voluntad de la ciudadanía y que se abstenga de «revertir la voluntad popular expresada con el libre sufragio».[505] Véase Conflicto diplomático por la vacancia de Pedro Castillo.
  - En respuesta el 15 de diciembre la Cancillería del Perú hace un llamado de consulta a los embajadores de Argentina, Bolivia, Colombia y México en reacción a la intromisión en los asuntos internos del Perú.[506]

- Chile: El gobierno chileno rechazó sumarse a la declaración conjunta de Argentina, Bolivia, Colombia y México, respaldando la declaratoria de emergencia del gobierno de Boluarte. Para el Gobierno de Gabriel Boric, la medida ha sido tomada «con el objeto de garantizar el orden interno, la continuidad de actividades económicas y la protección de la ciudadanía».[507]

- Estados Unidos: La presidenta Dina Boluarte dialogó telefónicamente el 16 de diciembre con el secretario de Estado de Estados Unidos, Antony Blinken, quien le reiteró el respaldo de Estados Unidos a su Gobierno. Previamente, el 13 de diciembre la embajadora de EE. UU. en Lima, Lisa Kenna, visitó a Boluarte en el palacio presidencial, mostrándole su respaldo. Dicho país expresó un llamamiento a la paz y la unidad,[508] además de defender el derecho a la protesta.[509]
- La embajada de España en Perú, la del Reino Unido, el ministerio de Relaciones Exteriores de Rusia, y el de Francia, recomendaron a sus ciudadanos no realizar viajes al país, así como a sus connacionales residentes en Perú a limitar sus desplazamientos.[510][511]
- El político boliviano Evo Morales, desde la ciudad de Cochabamba, apoyó las protestas del «pueblo peruano» contra el «Estado colonial». Insistió en que el «Perú está buscando una refundación».[512]

#### Organismos supranacionales
- Oficina del Alto Comisionado de las Naciones Unidas para los Derechos Humanos: La Misión en Perú de la OACNUDH denunció el 16 de diciembre el aumento de la violencia en el país en medio de la crisis política. En este sentido, el alto comisionado llamó a implementar estándares de las Naciones Unidas sobre protesta pacífica en pos de proteger los derechos humanos y prevenir más violencia.[513]
- Alianza Bolivariana para los Pueblos de Nuestra América: Tras la celebración de su XXII cumbre, los países del ALBA-TCP realizaron una declaración conjunta en la que expresaron su «solidaridad con el hermano pueblo peruano, quien se ha visto afectado por una grave crisis institucional prolongada, que ha generado una serie de hechos que atenta contra la estabilidad y el bienestar de las mayorías».[514] Asimismo, mostraron su rechazo al «entramado político creado por las fuerzas de derecha de ese país en contra el Presidente Constitucional Pedro Castillo, obligándolo a tomar medidas que fueron luego aprovechadas por sus adversarios en el parlamento para destituirlo»; e hicieron un «llamado al diálogo, el entendimiento y la cordura de todos los actores políticos, económicos y sociales» y pidiendo que «se garanticen los derechos fundamentales de este pueblo hermano».[515]
- Comisión Interamericana de Derechos Humanos: La CIDH publicó un comunicado el 17 de diciembre, expresando su preocupación por el escenario de violencia en las protestas e hizo un llamado a solucionar esta situación por canales democráticos y en respeto a los derechos humanos. Una delegación de la CIDH visitará Perú del 19 al 21 de diciembre, mientras se prevé otra visita de un relator para el próximo enero.[516]

#### Otros
- Organización Continental Latinoamericana y Caribeña de Estudiantes: La OCLAE emitió un comunicado el 15 de diciembre, en el que exigen respeto y protección a la vida de los peruanos «que luchan y se manifiestan por la democracia y paz en su país», sumándose al duelo de la Federación de Estudiantes del Perú por las muertes de estudiantes durante las manifestaciones.[517]
- Consejo Latinoamericano de Ciencias Sociales: El 13 de diciembre, la CLACSO realizó una publicación en la que mostraron su solidaridad con los manifestantes, haciendo un llamado a la comunidad académica internacional a cautelar los derechos humanos en Perú, pidiendo «que se respete al derecho a la protesta y no exista más represión estatal». Asimismo, solicitan que «se abra un diálogo nacional que incluya a los actores sociales representativos y las demandas populares sean atendidas».[518]
- Confederación de Nacionalidades Indígenas del Ecuador: El presidente de la Conaie Leonidas Iza, envió un mensaje de solidaridad al pueblo peruano el 17 de diciembre. Iza denunció la «brutal represión y uso excesivo de la fuerza» contra la población peruana y rechazó que en la región los gobiernos usen «la violencia como mecanismo para enfrentar a los sectores populares». Afirmó sentir esta lucha de la población peruana como propia y la comparó a las movilizaciones en Ecuador. Finalmente, hizo un llamado al Estado peruano a «cesar la violencia, escuchar el clamor popular y abrir espacios de diálogo» y llamó a los organismos internacionales de Derechos Humanos a estar vigilantes del desarrollo de las manifestaciones.[519]

## Impacto mediático en las manifestaciones
Desde que la Dircote identificó en las protestas a infiltrados provenientes de organizaciones terroristas como Sendero Luminoso o el MRTA, se trató de generalizar calificando a los manifestantes de terrucos, esto por parte de sectores conservadores.
Según IEP del 19 de diciembre de 2022, el 77 % de los encuestados de la zona sur del país desaprobaron la labor de la prensa nacional. Cabe señalar que Lima es la única ciudad en recibir positivamente esa labor. En cuando a la posible presencia de agrupaciones radicales en las protestas, según Ipsos Perú y con mayor énfasis en el sector urbano, la percepción de limeños (68 %) es mayor frente del resto del país (44 %).